# 常裕 (萬曆進士)
常裕（？—？），字順甫，號震峯，山東青州府临朐县人。明朝政治人物、進士出身。

## 生平
父常江，屡赠山西按察司副使。常裕天資聪颖，弱而能言，一岁授易经，即成诵。九歲就外传，日课数千言。十岁能作文，迟凤翔阅而奇之，谓「非俗师所能识」。乃从同里吕三才游，学日益进。垂髫即入邑庠，同学知友皆自谓不及，折行辈问业焉。万历十年（1582年）壬午科山东鄉試舉人，萬曆十七年（1589年）己丑科進士，授刑部主事，再遷至郎中。升知湖广承天府，萬曆二十五年丁酉（1597年）入觐，嘉赉甚厚。遷山西按察司副使，承天民遮留不得，遂至山右。以疾致仕，同里冯琦及诸知故以裕年五十，劝之复仕，裕皆婉谢。筑黄龙水上，种柳莳竹，舒怀吟啸，不与世接，居乡三十年而卒。

## 事跡
任刑部郎中時，讯狱慈祥，多所末减。奉使录关中囚，冤滥者悉予昭雪，全活十四人。
任承天府知府時，大兴学校，躬为讲导，示以程轨，一时文风丕振，掇甲乙科者凡数十人。执法不挠，有势豪掠人妻而沉其夫于江，台使莫敢诘。裕毅然下之狱，豪赂金万求免，坚却不受，卒论如律，郡中大驯，全楚之人号为铁面太守。
任山西副使時，大猾祁县孟英舞文盗官银，屡讯不服，连坐无辜者众。裕悉心推鞠，遂得其隐，英叩首自承，馀得原释，自是胥隶敛手，不敢轨法。